# إيميل بوريل
فيليكس إدوار جوستان إيميل بوريل (بالفرنسية: Félix Edouard Justin Émile Borel)‏ (ولد في 7 يناير 1871 وتوفي يوم 3 فبراير 1956 في باريس) عالم الرياضيات وبروفسور بكلية العلوم بباريس في تخصص نظريات الدوال والاحتمالات وعضو في أكاديمية العلوم الفرنسية. إضافة إلى كونه رجل سياسة ونائب (1924-1936) ووزير.

## سيرته
ولد إميل بوريل سنة 1871 لقس بروتستانتي. اختير إميل بوريل أولا في مدرسة متعددة التطبيقية ومدرسة المعلمين العليا، التي يختارها. رفض العروض من الشركات الصناعية، وقال انه كرس نفسه للبحث.
عين إميل بوريل محاضراً في جامعة ليل في عام 1893.
مع رينيه بار وهنري ليبيسج، كان من بين رواد نظرية القياس وتطبيقها على نظرية الاحتمالات. في أحد كتبه عن الاحتمالات، قدم تجربة الفكر المسلية والمعروفة باسم مفارقة القرد العالم أو ما شابه ذلك. نشر أيضا عددا من الأوراق البحثية في نظرية الألعاب، تحفة عن لعبة البريدج.
رأس جمعية الرياضيات الفرنسية لعامي 1905 و1906. أنشأ مع زوجته ماربو كميل مجلة الشهر مجلة علمية وأدبية.
أصبح أستاذا لنظرية الدوال في كلية العلوم في باريس في عام 1909، ورئيس الاحتمالات والفيزياء الرياضية في عام 1921.
شغل منصب نائب مدير المدرسة العليا للمعلمين ما بين 1910 و1920.
تطوع في الجيش عام 1914، وقاد بطارية مدفعية.
كان لإميل بوريل دور سياسي نشط : نائب راديكالي واشتراكي-راديكالي، ثم حر يساري وأخيراً جمهوري اشتراكي ما بين 1924 و1936. عين وزير البحرية في عام 1925.
عضو في مجلس الجامعة منذ عام 1920، أصبحت اميل بوريل نائب الرئيس.
كان أيضا وراء إنشاء معهد الإحصاء عام 1922 في جامعة باريس (ISUP)، وهي أقدم مدرسة للإحصاءات في فرنسا.
هو أيضا فيرئيس اتحاد الموظفين من المفكرين 1923-1924.
أنشأ إميل بوريل في عام 1928، بدعم مالي من روكفلر وروتشيلد، مركزا للرياضيات وسمي معهد هنري بوانكاريه (الذي به الآن مركز إميل بوريل)، والذي أداره لأكثر من ثلاثين عاما.
انتخب في 1921 عضوا في أكاديمية العلوم، ثم نائبا للرئيس في عام 1933، ثم رئيسا لأكاديمية العلوم في عام 1934.
في عام 1936، مع بيرين زي جان، شارك في تأسيس تنظيم الدولة للبحث، والتي أصبحت في وقت لاحق المركز الوطني للبحث العلمي CNRS.
نال منصب أستاذ فوق العادة في جامعة روما.
خلال الحرب العالمية الثانية، اعتقل وسجن في فرين لمدة شهر في عام 1941، لكن أفرج عنه في وقت قريب، والتحق ب3
المقاومة.
في عام 1945، اميل بوريل هو عضو مجلس إدارة وسام جوقة الشرف.
وكان قد انتخب عضوا في مكتب للخطوط الطول في عام 1946.
وفي عام 1948 أصبح رئيس لجنة العلوم التابعة لليونسكو.
وتوفي في باريس في عام 1956.
تلقت زوجته مارغريت أبيل، وهي كاتبة معروفة باسمها المستعار كاميل ماربو ، والنسائي في عام 1913 والجائزة هي ابنة عالم الرياضيات بول Appell وشقيقة النائب بيار Appell.

## روابط خارجية
- إيميل بوريل على موقع الموسوعة البريطانية (الإنجليزية)